# Коруп
Национальный парк Коруп (фр. Parc national de Korup) — национальный парк Камеруна, основан в 1986 году. Представляет собой часть массивов африканского тропического леса, по площади (1252 км²) сравним с территорией Лондонской агломериции.
Фауна и флора парка необычайно богата. Плотность деревьев произрастающих на одном гектаре территории парка одна из самых высоких среди всех национальных парков мира (7500 деревьев на гектар). Всего же на территории национального парка Коруп произрастает примерно 1700 видов растений, из которых около 30 % эндемики.
Парк играет важную роль в обеспечении выживаемости и сохранения популяции большого количества видов приматов, коих на его территории представлено — 25 % от всех видов, встречающихся в Африке. Всего же на территории парка обитает 161 вид млекопитающих (из 33 семейств). Также на территории парка водится множество птиц, примерно 410 видов, представляющих 53 семейства; пресмыкающихся — 82 вида; амфибий — 92 вида; рыб — 130 видов. Очень богато видовое разнообразие бабочек: на данный момент известны около 500 видов, но предполагается, что реально количество насекомых чуть ли не вдвое больше.